# Lech Budrecki
Lech Budrecki (ur. 28 listopada 1930 w Wilnie, zm. 31 maja 2004 w Warszawie) – polski krytyk literacki.
Był absolwentem filologii polskiej Uniwersytetu Mikołaja Kopernika w Toruniu. Pracował jako kierownik literacki w Teatrze Powszechnym w Łodzi, Teatrze Klasycznym (1965–1970) oraz Teatrze Ateneum (1987–1996) w Warszawie. Był członkiem redakcji tygodnika "Kultura" oraz miesięcznika "Literatura na Świecie".
W 1953 wydał swoją pierwszą książkę Władysław Reymont. Zarys monograficzny. Był znawcą literatury amerykańskiej. Opublikował m.in. Jedenaście szkiców o prozie amerykańskiej (1976), Piętnaście szkiców o nowej prozie amerykańskiej (1983). W 1961 opublikował tom miniatur literackich Schody, a w 2000 powieść Misja. 
Dla Teatru Telewizji napisał scenariusze spektakli: Obręcz korony razem z Edwardem Szusterem (premiera 1966), Drzwi razem z Ireneuszem Kanickim (data premiery 1967). Był też autorem widowiska Dziś do ciebie przyjść nie mogę (razem z Ireneuszem Kanickim), które było wystawiane w trzynastu polskich teatrach w latach 1967–1984.